# Oxyagrion microstigma
Oxyagrion microstigma – gatunek ważki z rodziny łątkowatych (Coenagrionidae). Występuje na terenie Ameryki Południowej.